# Gnossiennes
Gnossiennes são um conjunto de composições para piano escritas pelo francês Erik Satie no fim do século XIX.

## Características
O uso do termo gnossienne marcou uma das raras ocasiões em que o compositor criou um termo para indicar um novo "tipo" de composição. Ele também usou muitos nomes de romances em suas composições, como "vexations", "croquis et agaceries", entre outros. Por exemplo, "Ogive" era o nome dum elemento arquitetônico até ele usá-lo numa composição, Ogives. Entretanto, "Gnossienne" simplesmente não existia antes de seu uso por Satie. A palavra aparenta ser uma derivação de "gnose"; Satie estava envolvido em movimentos gnósticos na época que começou a compor. Entretanto, algumas versões atestam que a palavra deriva de de "knossos" ou "gnossus", associando as Gnossiennes a  Teseu, Ariadne e Minotauro.
As Gnossiennes foram compostas por Satie na década seguinte a composição de Trois Sarabandes (1887) de Trois Gymnopédies (1888). O vocabulário de Gnossiennes é uma continuação da obra anterior, um desenvolvimento que começou em 1886: Ogives → Sarabandes → Gymnopédies → Gnossiennes, seguidos de composições de maior experimentação harmônica como Danses Gothiques. Tais séries de composições definem a característica de Satie no século XIX, diferindo de composições anteriores, de salão.

## Trois Gnossiennes
As Trois Gnossiennes foram compostas por volta de 1890. É possível que tenha havido uma revisão antes da publicação em 1893, e a segunda peça pode até mesmo ter sido composta naquele ano (seu manuscrito data abril de 1893). A versão para piano solo das três Gnossiennes não possuem marca de tempo ou compassos, conhecidas como tempo absoluto.
As obras foram publicadas no Le Figaro musical nº 24 de setembro de 1893 (Gnossiennes nº 1 e 3, e a última sendo a "nº 2") e no Le Cœur nº 6-7 de setembro e outubro de 1893 (Gnossienne nº 2 impressa como facsimile, numerada "nº 6").
A primeira publicação agrupada, numerada assim como conhecida atualmente, foi em 1913. Nesta época, Satie indicou 1890 como a data das três composições. A primeira foi dedicada a Alexis Roland-Manuel na republicação de 1913. O facsimile de 1893 da segunda continha uma dedicatória a Antoine de La Rochefoucauld, que estava ausente na versão de 1913. De La Rochefoucauld havia cofundado a Ordre de la Rose-Croix Catholique et Esthetique du Temple et du Graal em 1891. Até a segunda publicação, Satie já havia quebrado qualquer relação com a Rosa-cruz.

## Gnossiennes nº 4–6
As (Trois) Gnossiennes nº 4–6 foram publicadas somente em 1968, após a morte do compositor. Nenhuma delas aparenta ser numerada, nem mesmo intituladas Gnossienne pelo próprio. Essa sequência de obras de uma publicação de 1968 por Robert Caby não corresponde a ordem cronológica das composições.
Gnossienne nº 4 é uma composição lent, datada a 22 de janeiro de 1891. Considerada frequentemente a mais interessante, é composta em D menor. Já Gnossienne nº 5 é uma composição modéré, datada a 8 de julho de 1889. É provavelmente a primeira composição após as Gymnopédiesde 1888. Por sua vez, Gnossienne nº 6 é a última em ordem cronológica, composta cerca de oito anos após a primeira, em janeiro de 1897.

## Uso na cultura popular
Gnossienne nº 1 foi usada em diversas trilhas sonoras, incluindo o filme Violent Cop (1989), Chocolat (2000), The Painted Veil (2006), Käsky (2008), Paris (2008) e Man On Wire (2008). Gnossienne nº 4 e nº 5 foi usada no filme Being There (1979), e Gnossienne nº 6 foi usada About Schmidt (2002). Diversas delas foram usadas no filme Elegy (2008). Em Lili Baron (2019), segundo livro de uma duologia da escritora Annie Hawn, a protagonista apresenta Gnossienne nº1 na final de um festival de piano europeu em Londres. Utilizada também, na abertura da série Inside Man (2023).
As Gnossiennes foram usadas no filme "suzumiya Haruhi no Shōshitsu", outras composições de Satie; como gymnopédie nº 1, também foram usadas.